# Exostema ellipticum
Exostema ellipticum är en måreväxtart som beskrevs av August Heinrich Rudolf Grisebach. Exostema ellipticum ingår i släktet Exostema och familjen måreväxter.
Artens utbredningsområde är Kuba. Inga underarter finns listade i Catalogue of Life.